# Människans lägre jag
Människans lägre jag (originaltitel: La Bête humaine) är en fransk kriminaldramafilm från 1938 i regi av Jean Renoir, baserad på romanen från 1890 av Émile Zola, på svenska senast översatt med titeln Människodjuret. Rollerna spelas av bland andra Jean Gabin och Simone Simon.

## Medverkande (urval)
| Jean Gabin        | – Jacques Lantier   |
| Simone Simon      | – Séverine Roubaud  |
| Fernand Ledoux    | – Roubaud           |
| Blanchette Brunoy | – Flore             |
| Gérard Landry     | – Le fils Dauvergne |